# П'єтро Ландо
П'єтро Ландо (італ. Pietro Lando) — 78-й венеційський дож у 1539—1545 роках.

## Біографія
Належав до родини «нових патриціїв» (case nuove). Син Франческо Ландо, члена Сенату, і Стелли Фоскарі (доньки Філіппо Фоскарі, прокуратора Святого Марка, і онуки дожа Франческо Фоскарі). Народився 1462 року. Замолоду молодості спочатку присвятив себе вивченню гуманістичних та філософських наук. З 1480 року після смерті батька опинився під опікою матері. Потім торгував на Сході, проте не розбагатів. Повернувшись до Венеції, він присвятив себе судовій медицині. 
У березні 1496 року його було обрано подестою та капітаном Бассано. Він обіймав цю посаду до жовтня 1498 року. 1498 року він одружився з Марією Паскуаліго, у них було двоє синів. 22 березня 1498 року його обрали капітаном галер муди (торгівельного конвою) до Александрії в Єгипті.  
11 жовтня 1501 року призначається патроном Арсеналу. 3 грудня 1505 року призначено солевим проведитором (займався наглядом за торгівлею морською сіллю). 1507 року призначено до колегії П'яти мудрих материку (були консультантами з політики стосовно венеційських володінь у Верхній Італії). 
Під час війни Камбрейської ліги 30 квітня 1508 року призначається проведитором (військовим комісаром) Фаенци, 2 квітня 1509 року — усієї Романьї. Невдовзі потрапив у полон у Фаенці. Після трьох важких років ув'язнення його було звільнено за мирними угодами, і він зміг повернутися до Венеції. Можливо, вражений ув'язненням, він на деякий час відмовився від своєї державної кар'єри, брав участь переважно у дорадчих органах. 
1514 року стає членом Ради сорока, 1515 року — Ради десяти. 1515 року призначається губернатором доходів, де відповідав за державні фінанси. У 1516 і 1517 роках знову був членом Ради сорока. 5 грудня 1518 року він обійняв посаду подести Падуї, де вів кампанію за відновлення будівель та реформу університетських приміщень. У 1518, 1521 і 1526 роках обирається до Малої ради від сестьєре Санта-Кроче, Сан-Поло і Кастелло відповідно. У 1520-х роках знову перебував у провідних дорадчих установах. 1522 року стає вищим проведитором з продажу товарів (відповідальним за продаж майна комуни). 1522 року знову стає членом Ради десяти. 
1527 року призначається генерал-капітаном моря, після чого на чолі флоту рушив до Криту, де придушив повстання на заході острова. На зворотному шляху він завоював апулійські міста Трані, Мола, Поліньяно, Монополі, Отранто та Бріндізі, які перейшли до Венеції за договором з Францією. Потім захопив великі зерносховища у порту Августа. 10 червня 1528 року Ландо спільно з генуезьким адміралом Філіппіно Доріа зайняв порт Неаполя, але флот мусив відступити через раптову смерть маршала Оде де Фуа, який став жертвою чуми. На зворотному шляху венеціанці також завоювали Мольфетту. 
По поверненню знову засідав у престижних дорадчих органах, так званих «мудрих». 1533 року призначається подестою Падуї. 16 лютого 1534 року йому вдалося стати прокуратором Святого Марка. 

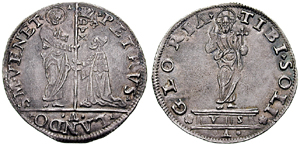
«Моченіго» П'єтро Ландо

19 січня 1539 року обирається новим дожем. Зіткнувся з війною з Османською імперією, що почалася за його попередника. У 1539—1543 роках у Венеції лютував голод, який забрав життя багатьох жителів і викликав народний гнів проти уряду. 1540 року уклав невигідний мир з Османами, втративши міста Монемвасія та Нафпліон і зобов'язавшись виплатити 30 тис. дукатів. 
У 1542 році, коли Венеція хотіла досягти компромісу з Османською імперією, було виявлено, що секретарі найважливіших державних органів Костантіно та Ніколо Кавацца, Агостіно Абондіо та Джованні Франческо Вальє продали французькому послу Вільгельму Пеллісьє відомості, що призвело до втрати цінних фортець. Більше того, досягнутий мир був лише коротким перемир'ям. Слід пам'ятати, що саме після цього факту було вирішено створити, а потім зміцнити посаду державних інквізиторів.
До 1544 року Ландо, старий і хворий, і, на думку всіх, без видатної особистості, обмежувався церемоніальними діями, відмовляючись брати участь у радах та урядових засіданнях. Вважалося, що це змусить його зректися престолу через недієздатність, але, зрештою, природа зробила своє. 9 листопада 1545 року він помер і був похований у церкві Сант-Антоніо ді Кастелло.